# العلاقات الغابونية البريطانية
العلاقات الغابونية البريطانية هي العلاقات الثنائية التي تجمع بين الغابون والمملكة المتحدة.

## مقارنة بين البلدين
هذه مقارنة عامة ومرجعية للدولتين:
| وجه المقارنة                                              | الغابون                        | المملكة المتحدة                 |
| --------------------------------------------------------- | ------------------------------ | ------------------------------- |
| المساحة (كم2)                                             | 267.67 ألف                     | 242.50 ألف                      |
| عدد السكان (نسمة)                                         | 2.03 مليون                     | 66.02 مليون                     |
| الكثافة السكانية (ن./كم²)                                 | 7.58                           | 272.25                          |
| العاصمة                                                   | ليبرفيل                        | لندن                            |
| اللغة الرسمية                                             | لغة فرنسية                     | لغة إنجليزية، اللغة الويلزية    |
| العملة                                                    | فرنك وسط أفريقي                | جنيه إسترليني                   |
| الناتج المحلي الإجمالي (بليون دولار)                      | 14.62 مليار                    | 2.62 تريليون                    |
| الناتج المحلي الإجمالي (تعادل القوة الشرائية) بليون دولار | 34.65 مليار                    | 2.72 تريليون                    |
| الناتج المحلي الإجمالي الاسمي للفرد دولار أمريكي          | 8.27 ألف                       | 43.88 ألف                       |
| الناتج المحلي الإجمالي للفرد دولار أمريكي                 | 19.43 ألف                      | 40.23 ألف                       |
| مؤشر التنمية البشرية                                      | 0.684                          | 0.907                           |
| رمز المكالمات الدولي                                      | +241                           | +44                             |
| رمز الإنترنت                                              | .ga                            | .uk، .gb                        |
| المنطقة الزمنية                                           | ت ع م+01:00، توقيت غرب أفريقيا | توقيت غرينيتش، توقيت غرب أوروبا |

## منظمات دولية مشتركة
يشترك البلدان في عضوية مجموعة من المنظمات الدولية، منها:
| علم المنظمة | اسم المنظمة                               | تاريخ انضمام الغابون | تاريخ انضمام المملكة المتحدة |
| ----------- | ----------------------------------------- | -------------------- | ---------------------------- |
|             | يونسكو                                    | 16 نوفمبر 1960       | 4 نوفمبر 1946                |
|             | الفريق المعني برصد الأرض                  | ?                    | ?                            |
|             | مؤسسة التمويل الدولية                     | 20 أكتوبر 1970       | 20 يوليو 1956                |
|             | المركز الدولي لتسوية المنازعات الاستشارية | 14 أكتوبر 1966       | 18 يناير 1967                |
|             | منظمة حظر الأسلحة الكيميائية              | ?                    | ?                            |
|             | مؤسسة التنمية الدولية                     | 4 نوفمبر 1963        | 24 سبتمبر 1960               |
|             | منظمة التجارة العالمية                    | ?                    | 1995                         |
|             | وكالة ضمان الاستثمار متعدد الأطراف        | 26 مارس 2003         | 12 أبريل 1988                |
|             | الاتحاد البريدي العالمي                   | ?                    | ?                            |
|             | الاتحاد الدولي للاتصالات                  | 28 ديسمبر 1960       | 24 فبراير 1871               |
|             | منظمة الشرطة الجنائية الدولية             | ?                    | ?                            |
|             | الأمم المتحدة                             | 20 سبتمبر 1960       | 24 أكتوبر 1945               |
|             | البنك الدولي للإنشاء والتعمير             | 10 سبتمبر 1963       | 27 ديسمبر 1945               |
|             | البنك الإفريقي للتنمية                    | ?                    | ?                            |

## وصلات خارجية
- موقع وزارة الخارجية البريطانية